# Cuitegi
Cuitegi là một đô thị thuộc bang Paraíba, Brasil. Đô thị này có diện tích 39,302 km², dân số năm 2007 là 7450 người, mật độ 189,6 người/km².